# Friedhelm von Estorff

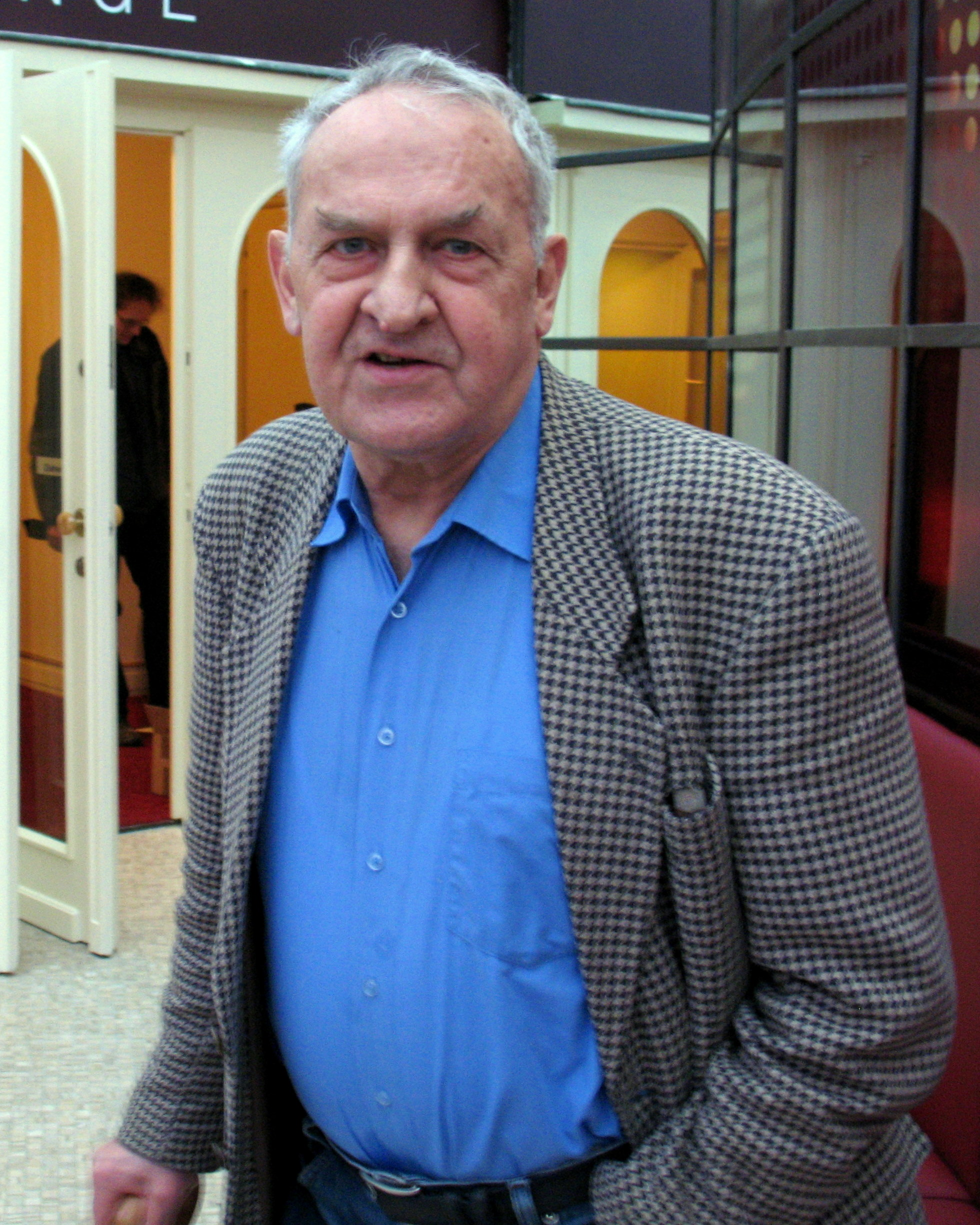
Friedhelm von Estorff in der Astor Film Lounge Berlin 2009

Friedhelm Hans Ernst Ulrich von Estorff (* 13. April 1932; † 19. Oktober 2014 in Hamburg) war ein deutscher Fotograf und Fotojournalist.

## Leben
Er entstammte dem alten niedersächsischen Adelsgeschlecht von Estorff und war der Sohn des Oberstleutnants Werner von Estorff (1893–1945) und der Margarethe Voth (1907–1983), Tochter der Esther Sophie Hirsekorn und des Architekten Johann Voth.
Zunächst machte Estorff ab 1945 eine kaufmännische und danach eine fotografische Lehre. Von 1953 bis 1955 arbeitete er für die Presseagentur Keystone und anschließend als selbstständiger Pressefotograf. Zu den Höhepunkten seiner Karriere gehörten die Olympischen Sommerspiele 1956 in Melbourne und 1960 in Rom.
Sein Hauptinteresse aber galt dem Showbusiness. In den 1950er Jahren entstanden Fotoreportagen über Josephine Baker, Marlene Dietrich oder John Wayne, in den 1960er Jahren durch seine Anstellung als Fotograf im Hamburger Musikclub Star-Club Reportagen über die Rolling Stones, die Beatles, The Who, Jimi Hendrix oder die Bee Gees.
Seine Motive fanden auch Einbindung in Autobiographien vieler deutscher Künstler, u. a. Liselotte Pulver, Johannes Heesters, Günter Pfitzmann.

## Familie
In erster Ehe heiratete Estorff am 5. Juni 1961 in Berlin Elvira Haase (* 2. März 1940), von der er am 9. April 1964 geschieden wurde. Seine zweite Frau, Marita Westenfeld (* 21. August 1936), heiratete er am 20. November 1964 in Minden. 
Kinder aus der ersten Ehe:
- Stephan (* 30. April 1962)
- Thomas (* 12. März 1963)

Tochter aus der zweiten Ehe:
- Patricia (* 4. November 1965)
- Schacco (* 21. September 1969; † 3. November 1969)
- Felitias (* 20. September 1971)
- Sebastian-Alexander (* 11. August 1980)

## Veröffentlichungen
- Friedhelm von Estorff, Thorsten Schmidt: Let’s Spend the Night Together. The Rolling Stones in Hamburg. In:  	Collector's friend. Vol. 5; Kultur Buch Bremen, Bremen 1998, ISBN 3-9804670-5-8.
- Friedhelm von Estorff, Günter Zint: Paul McCartney Faces, Kultur Buch Bremen, Bremen 2002, ISBN 3-933851-01-7.